# Howe Browne
Howe Peter Browne (18 mai 1788, Londres - 26 janvier 1845) est un pair britannique et irlandais. Il est titré vicomte Westport jusqu'en 1800 et comte d'Altamont de 1800 à 1809 avant d'être titré marquis de Sligo.

## Biographie

### Jeunesse
Howe Browne est le fils et l'héritier de John Browne (1er marquis de Sligo). Il fait ses études au Collège d'Eton et au Jesus College de Cambridge, où il obtient sa maîtrise en 1808. Pendant ses premières années, il est réputé s'être lié d'amitié avec Thomas de Quincey et Lord Byron. Il est devenu marquis de Sligo en 1809 à la mort de son père et est nommé chevalier de l'Ordre de Saint-Patrick le 11 novembre 1809 .
En 1812, Browne est inculpé d'"incitation et de persuasion (un marin) à déserter (la marine)", une accusation passible de la peine de mort. Browne est reconnu coupable et condamné à une amende de 5 000 £ et à quatre mois de prison à la Prison de Newgate. Dans une tournure étrange des événements, au cours du procès, sa mère est devenue amoureuse du juge Sir William Scott. Après le procès, les deux ont été présentés puis mariés, malgré un écart d'âge de 20 ans. Cependant, le mariage ne s'est pas révélé heureux et était apparemment en difficulté après seulement un an .
Avant son mariage, il avait une relation avec la courtisane française Pauline «Cherie» Pacquot. Ils ont eu un fils, dont la paternité a été remise en question par Howe en découvrant qu'il n'était pas le seul amant de Pauline, après sa séparation avec Pauline, Il épouse Lady Hester de Burgh. Sa mère aurait fait remarquer "la ressemblance la plus remarquable avec Pauline que j'aie jamais vue". Le couple a quatorze enfants entre 1817 et 1839. Lady Hester est une femme cultivée qui patronne les arts et rénove Westport House, le siège familial du comté de Mayo et ses jardins. La famille a également une maison à Londres dans Mansfield Street, Marylebone. Avec son mari, elle fait campagne pour abolir l'esclavage, puis pour soulager la famine irlandaise. Elle est une patronne des Sœurs de la Miséricorde .

### Gouverneur de la Jamaïque
En 1834-1835, il est nommé gouverneur et vice-amiral de la Jamaïque et reçu en grande pompe. Les propriétaires de plantations locaux ont supposé que Browne, en tant que propriétaire de plantation lui-même, prendrait soin de leurs intérêts. Cependant, la possession par Browne de deux plantations sur l'île lui était venue par héritage à la mort de sa grand-mère et, comme Browne le révélerait dans un bref délai, ne se soucie pas beaucoup de l'institution de l'esclavage pratiquée sur l'île . Arrivé peu de temps après la Slavery Abolition Act de 1833, Browne a tenté de superviser la transition de l'esclavage vers une société libre. Il a réformé le système juridique en nommant Richard Hill, métis, à la tête des magistrats stipendiaires pendant "l'Apprentissage" (une période de quatre ans pendant laquelle la population noire devait "apprendre" à être de "bons citoyens") . Il a également créé des écoles pour la population noire, dont il a personnellement financé deux.
Ces mouvements ont presque instantanément provoqué un rejet de Browne dans la classe dirigeante de la Jamaïque. Ils se sont rapidement moqués de sa réputation passée dans la presse locale; "Nous sommes pleinement conscients des excursions nautiques et des ébats de sa Seigneurie avant son arrivée en Jamaïque." En 1836, l'Assemblée jamaïcaine bloquait ses tentatives d'émancipation totale de la population jamaïcaine noire et pouvait le forcer à démissionner du poste de gouverneur .
Le premier village libre de Sligoville dans la Paroisse de Sainte-Catherine, en Jamaïque, porte son nom .
Lord et Lady Sligo sont enterrés au Cimetière de Kensal Green. Son fils George Browne (3e marquis de Sligo) lui succède.

## Famille
Il épouse, le 4 mars 1816, Lady Hester Catherine de Burgh, seize ans, fille de John de Burgh, 13e comte de Clanricarde) et de Elizabeth Burke. Ils ont 14 enfants dont 8 atteignent l'âge adulte :
- George Browne, 3e marquis de Sligo (31 janvier 1820 - 30 août 1896) épouse Isabelle Raymonde de Peyronnet (29 octobre 1841 - 26 mai 1927), dont descendance ;
- Lord James de Burgh Browne (1823 - 6 avril 1847), célibataire, sans enfants ;
- John Browne, 4e marquis de Sligo (10 septembre 1824 - 30 septembre 1903), célibataire, sans enfants ;
- Lady Harriet Browne (1827 - 29 juin 1904) épouse Sir Robert Lynch-Blosse (15 février 1825 - 3 décembre 1893), dont descendance ;
- Henry Browne, 5e marquis de Sligo (14 mars 1831 - 24 février 1913) épouse Catherine Dicken (25 septembre 1836 - 26 novembre 1914), dont descendance ;
- Major Lord Richard Howe Browne (6 août 1834 - 28 octobre 1912) épouse Agnes Elizabeth Amesbury (1844 - 17 janvier 1885), dont descendance ;
- Lady Hester Georgiana Browne (1er janvier 1837 - 10 janvier 1925) épouse l'hon. Shapland Francis Carew (19 février 1927 - 6 juin 1896), dont descendance ;
- Lady Marian Browne (25 décembre 1839 - 30 mars 1916) épouse Hugh Wilbraham (31 décembre 1827 - 19 juillet 1890), dont descendance.

## Distinctions

### Décorations
- Ordre de Saint Patrick (24 mars 1810)